# 민 크리크
민 크리크(Mean Creek)는 미국에서 제작된 제이콥 아론 이스터스 감독의 2004년 모험, 범죄, 드라마, 스릴러 영화이다. 로리 컬킨 등이 주연으로 출연하였고 수잔 존슨 등이 제작에 참여하였다.

## 출연

### 주연
- 로리 컬킨 ... 샘 메릭 역
- 라이언 켈리 ... 클라이드 역

### 조연
- 스콧 메크로위즈 ... 마티 블랭크 역
- 트레버 모간 ... 록키 메릭 역
- 조쉬 펙 ... 조지 투니 역
- 칼리 스크로이더 ... 밀리 역

## 제작진
- Ass-PD: 디시 마코브스키
- Ass-PD: 라이언 피터슨
- Co-PD: 제이콥 모슬러
- 미술: 그렉 맥믹클
- 의상: 신시아 모릴
- 배역: 매튜 레샐